# Les Menuires

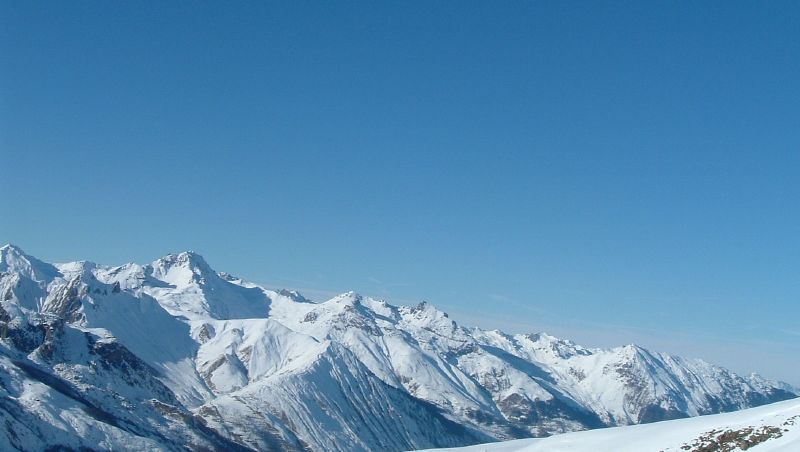
Les Menuires

Les Menuires är ett alpint skidområde i Savoie-regionen i franska Alperna. Les Menuires utgör en del av Les Trois Vallées som är det största sammanhängande skidområdet i världen. Skidorten ligger på 1 850 meter över havet och grundades år 1964. En del av Olympiska vinterspelen 1992 hölls i Les Menuires. 
Les Menuires har 38 liftar och 71 nedfarter med en total längd på 160 km. 